# Anna Brzezińska-Skarżyńska
Anna Brzezińska-Skarżyńska (ur. 10 kwietnia 1958) – fotografka, redaktorka, kuratorka wystaw i członkini jury konkursów fotograficznych.

## Życiorys
Zajmuje się fotografią od 1980 roku. Zaczynała od zleceń dla „Kuriera Polskiego”. Następnie od 1981 fotografowała dla „Tygodnika Solidarność”, a później dla tygodników „Solidarność Rolników” oraz „Za i przeciw”. W latach 1990–2004 była fotoreporterką i kierownikiem działu fotograficznego „Rzeczpospolitej”. Współpracowała też z sekretariatem prymasa Józefa Glempa (1982-1984) oraz AFP (1988-1990). Od 2004 do 2017 redaktor naczelna i dyrektor redakcji fotograficznej Polskiej Agencji Prasowej. Pracowała jako główna fotoedytorka w Domu Spotkań z Historią.
Publikowała w: „Asashi Shimbun”, „Chicago Tribune”, „Corriere della Sera”, „Die Welt”, „Frankfurter Allgemeine Zeitung”, „Kurierze Polskim”, „La Croix”, „La Epoca”, „La Stampa”, „Libération”, „New York Herald Tribune”, „Rzeczpospolitej”, „The New York Times”, „The Daily Telegraph”, „The Guardian”, „The Independent”, „The Times”, „Tygodniku Solidarność”.
Jej fotografie były prezentowane w 2008 r. na wystawie „Dokumentalistki. Polskie fotografki XX wieku” w Zachęcie oraz w Domu Spotkań z Historią w 2021-2022 na wystawie „Jedyne. Nieopowiedziane historie polskich fotografek”.